# Satellitenkommunikation

Satellitenkommunikation am Beispiel von Bereitstellung von Internet

Satellitenkommunikation ist die über einen Satelliten hergestellte bidirektionale Telekommunikation zwischen zwei Bodenstationen. Sie verläuft ähnlich dem Mobilfunk von einem Sender zum Empfangsgerät und zurück, wobei die Durchmesser der Sende-/Empfangsantennen derzeit zwischen etwa 75 cm und bis zu 32 Meter liegen.
Zwar laufen auch Dienste wie der Satellitenrundfunk (Fernsehen und Hörfunk) oder militärische und spionagetechnische Kommunikation über Satelliten. Doch wird unter Satellitenkommunikation vornehmlich die Individualkommunikation über Nachrichtensatelliten verstanden.
Für Steuerungsaufgaben kommuniziert jeder Satellit auch mit einer Kontrollstation am Boden.

## Technik und Anwendungsgebiete
Bei mobiler Satellitenkommunikation wird über ein Satellitentelefon eine  Verbindung zu einem meist geostationären Nachrichtensatellit aufgebaut.
Der Vorteil der Satellitenkommunikation gegenüber terrestrischen Netzen ist, unter einer einzigen Satelliten-Ausleuchtzone gleichzeitig die Verbindung von zum Beispiel den Kanarischen Inseln bis zur chinesischen Grenze nutzen zu können und damit geographisch weit verteilte Netzknoten und Nutzer von Sprache, Daten und Video erreichen zu können. Andererseits sind die Verbindungspreise höher als bei terrestrischen Mobilfunksystemen oder dem Festnetz. Auch müssen die Antennen zum Satelliten ausgerichtet werden, was überall dort möglich ist, wo auch eine theoretische Sichtverbindung zum Satelliten besteht.
Ein entsprechendes mobiles Satellitentelefon ist in einem Gehäuse in der Größe zwischen einem etwas größeren normalen Mobiltelefon oder eines Laptops untergebracht.
Es ermöglicht nicht nur Telefonieren, sondern alle anderen Arten der Datenübertragung wie Fax, E-Mail oder Internet.
Stationäre Satellitenanlagen sind heute nahezu mobil und werden VSAT (Very Small Aperture Terminals) genannt. Der Vorteil der stationären beispielsweise 75 cm VSATs liegt bei der sehr hohen Übertragungsbandbreite von mehreren Mbit/s, was sehr schnellen Internet-Zugriff von nahezu jedem Punkt der Erde ermöglicht und das zu moderaten Preisen.

## Anbieter
Es gibt derzeit mehrere kommerzielle Betreiber von Satellitenkommunikationssystemen (engl. Satellite Communication Networks):
- Das Orbcomm-Netzwerk besteht aus 30 Satelliten in niedrigen Erdumlaufbahnen und 13 weltweit verteilten Bodenstationen und ist das preiswerteste Satellitenkommunikationssystem für kleine Datenmengen.
- Das Iridiumnetz hat 66 Satelliten und ist das weltweit am weitesten verbreitete mobile – mobiltelefonähnliche – Satellitenkommunikationsnetz.
- Thuraya deckt mit zwei Satelliten 140 Länder und darin 2/3 der Erdbevölkerung ab. Ein Empfang ist in Europa, Nord-, Ost- und Zentralafrika, Asien, im Nahen Osten, in Ozeanien und Australien möglich.[1]
- Globalstar arbeitet mit 40 Satelliten in einer Höhe von 1230 km; dabei bleiben Teile Afrikas, Asiens, Ozeaniens und die Weltmeere unversorgt.
- Inmarsat betreibt elf aktive Satelliten auf einer geostationären Umlaufbahn und bietet verschiedene Dienste weltweit an (mit Ausnahme der Polarregionen).
- Satlynx, ein weltweit agierender Satellitenkommunikationsnetze-Betreiber für Breitband-Internet, Intranet und Verbindungen mit Standleitungscharakteristik. Siehe auch SES Managed Services. Ein Unternehmen der SES Global Services mit den Tochterunternehmen ASTRA (Europa), SES AMERICOM (Nordamerika) und New Skies Satellites (Afrika, Südamerika, Naher Osten und Teile von Asien). Direkt oder über strategische Partnerschaften mit den Satellitenbetreibern AsiaSat, SES SIRIUS, QuetzSat, Ciel und Star One werden aus einer Hand über 95 % der Weltbevölkerung durch Satellitenausstrahlungen erreicht und können ohne terrestrische Verbindungen kommunizieren.
- atrexx, einer der führenden Anbieter von Zweiwege-Internetsatelliten mit mehreren hundert VSAT-Systemen in Europa, Afrika, Asien, Lateinamerika und dem Mittleren Osten. Neben dem klassischen Internetzugang plant, realisiert und liefert atrexx auch komplexe Satellitenanbindungen für Voice over IP (VoIP) und Wireless Access (WiMAX) oder Virtual Private Networks (VPN). Weitere Schwerpunkte sind Firmennetzwerke über Satellit im In- und Ausland.
- MEDIA-BROADCAST SATELLITE GmbH, weltweite Dienstbereitstellung durch geostationäre Satelliten. Um Zugänge zu einer Vielzahl von Satelliten zu liefern, wodurch eine fast globale Abdeckung für iLink Satellitenverbindungen erbracht werden kann, dient der Teleport Usingen (bei Frankfurt) als Gateway.
- ND SatCom, ein führender globaler Anbieter von satellitenbasierten Breitband-VSAT-Systemen, Netzwerklösungen für Fernseh- und Rundfunkübertragung, Regierungs- und Militärkommunikation und von Bodenstationen.

## Andere Möglichkeiten
Es gibt aber auch mehrere Amateurfunksatelliten, die die Möglichkeiten für Amateurfunkdienste zur Kommunikation bietet. Dabei ist sowohl Datenübermittlung, als auch Sprachübertragung möglich. Während verschiedenster Weltraummissionen, zum Beispiel ISS waren Astronauten mit einer Amateurfunklizenz an Bord ihres Raumschiffes zu erreichen.